# Periclimenaeus atlanticus
Periclimenaeus atlanticus är en kräftdjursart som först beskrevs av M. J. Rathbun 1901.  Periclimenaeus atlanticus ingår i släktet Periclimenaeus och familjen Palaemonidae. Inga underarter finns listade i Catalogue of Life.